# Garrina alicea
Garrina alicea är en mångfotingart som beskrevs av Chamberlin 1943. Garrina alicea ingår i släktet Garrina och familjen storjordkrypare. Inga underarter finns listade i Catalogue of Life.